# Salomon Flohr
Salomon Mijailovich Flohr, más conocido como Salo Flohr (Horodenka, actual Ucrania, 21 de noviembre de 1908-Moscú, 18 de julio de 1983) fue uno de los principales jugadores checoslovacos de ajedrez del siglo XX.

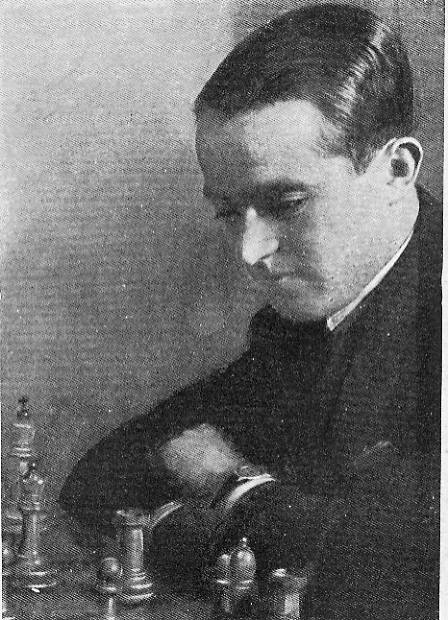
Salo Flohr en 1933.

Fue un héroe nacional en Checoslovaquia durante los años treinta y su nombre fue utilizado para vender muchos de los productos de lujo de su tiempo, incluyendo cigarrillos Salo Flohr, pantuflas Salo Flohr y agua de colonia Salo Flohr. Dominó muchos de los torneos de ajedrez de los años de la preguerra y fue considerado un candidato genuino al campeonato del mundo de ajedrez.

## Biografía
Flohr tuvo una niñez signada por crisis personales. Nació en Horodenka en la entonces Polonia (pero actualmente parte de Ucrania). Él y su hermano quedaron huérfanos durante la Primera Guerra Mundial después de que mataron a sus padres en una masacre y ambos tuvieron que huir a la recién formada nación de Checoslovaquia.
Flohr se asentó en Praga y adquirió gradualmente la reputación de experto ajedrecista en muchos cafés de la ciudad. Durante 1924, participó en exposiciones simultáneas con Richard Réti y Rudolf Spielmann. Muchos años después, siendo ya septuagenario, aún se desempeñaba con gran éxito en esta especialidad.
Ganó los torneos conmemorativos de Kautsky de 1928 y 1929, que se desarrollaron en Praga, e hizo su debut internacional en el torneo de Rogaška Slatina en Eslovenia. Allí se desempeñó muy dignamente, finalizando en segundo lugar después de Akiba Rubinstein. Flohr tomó un trabajo como periodista de ajedrez y una de sus primeras asignaciones fue cubrir el torneo de Berlín 1928, por lo que ganó dinero simultáneamente como periodista y como premiado ajedrecista.
En los años treinta, Salo Flohr alcanzó su mejor momento y, según algunos sitios de internet especializados, su puntaje elo habría alcanzado 2680 en 1935. Fue campeón de Checoslovaquia en 1933 y 1936 y jugó en muchos torneos a lo largo de Europa, finalizando generalmente entre los tres primeros puestos. Algunas victorias notables fueron las de Bad Sliač 1932, donde compartió el primer lugar con Milan Vidmar; Moscú 1935, donde finalizó primero junto a Mijaíl Botvínnik, futuro campeón del mundo; Poděbrady 1936 con su excepcional registro de +10 -1 =6; y Kemeri 1937, donde compartió el puesto máximo con Vladímir Petrov y Samuel Reshevsky.
Fue también un visitante frecuente en Inglaterra, donde tuvo un fabuloso desempeño en los torneos de Hastings de los años treinta tempranos (fue primero en 1931-32, 1932-33 y 1933-34; y campeón, pero compartiendo el puesto con Max Euwe y sir George Thomas, en 1934-35). Además, ganó el torneo de Margate 1936, delante de José Raúl Capablanca.
En la Olimpíada de Ajedrez, fue igualmente demoledor y al comenzar Hamburgo 1930, Flohr anotó 14,5/17. Ganó dos medallas de oro individuales, una de plata y una de bronce a lo largo de cinco Olimpíadas y llevó a su país a conseguir las preseas de bronce en 1931 y de plata en 1933.
Además, gozó del éxito en varios encuentros individuales y organizó dos contra sus principales rivales por el título de retador al campeón del mundo (Alexander Alekhine). Empató un encuentro de 16 partidas contra Max Euwe en 1932 (+3 -3 =10) y otro contra Botvínnik al año siguiente (+2 -2 =8). Sin embargo, Flohr pudo batir a Gosta Stoltz por 5,5-2,5 en 1931 y, un año más tarde, derrotó estrechamente a Sultán Khan, el campeón británico de 1932 y 1933, por 3,5-2,5.
Para 1937, la FIDE lo había propuesto para ser el candidato oficial a enfrentar a Alekhine por el campeonato del mundo. Sin embargo, la Segunda Guerra Mundial se interpuso y fue imposible para Flohr reunir en Checoslovaquia el dinero requerido, por lo que los planes se anularon. En el momento de la invasión nazi a su país en 1938, Flohr, como judío polaco, enfrentó un serio peligro personal y junto con su familia tuvo que huir primero a Suecia y luego —con la ayuda de su amigo Botvínnik— a Moscú. Estas trágicas vicisitudes afectaron su nivel ajedrecístico: cuando participó en el gran Torneo AVRO de noviembre de 1938, su juego se había deteriorado hasta tal punto que resultó último de ocho.
Flohr se convirtió en ciudadano soviético en 1942 y desarrolló una carrera como escritor en su nuevo país, contribuyendo con artículos a un buen número de periódicos y revistas soviéticas, como Ogonek. Después de la guerra, todavía se lo consideraba uno los aspirantes naturales a un posible match por el campeonato del mundo. Terminó sexto en la competencia interzonal de Saltsjobaden 1948 y calificó para jugar en el torneo de Candidatos de Budapest 1950. No obstante, compartió el último puesto con 7/18 y nunca más se reincorporó al ciclo del campeonato del mundo, prefiriendo concentrarse en el periodismo y su papel como organizador de torneos. Le concedieron el título de árbitro internacional en 1963.

## Valoración de su carrera
Salomon Flohr fue uno de los ajedrecistas más grandes de Checoslovaquia y probó ser virtualmente invencible en las Olimpíadas de los años treinta. Su récord en torneos fue impresionante, con una gran habilidad táctica e impecable técnica de fin de juego, que le aseguraron muchas victorias famosas. En 1950, la FIDE le concedió el título de gran maestro internacional.
Realizó un número importante de contribuciones a la teoría de la apertura: existe una variante de Flohr para no menos de seis inicios importantes, entre ellos la defensa Caro-Kann y la defensa Grünfeld.
Desafortunadamente, la Segunda Guerra Mundial impidió que se presentara como aspirante al título del mundo y la tensión de haberse convertido en refugiado por segunda vez en su vida afectó su estilo del juego: Flohr se convirtió en un ajedrecista extremadamente cauteloso en sus juegos de posguerra, lo que le ganó una reputación de "empatador".